# ザールブルク

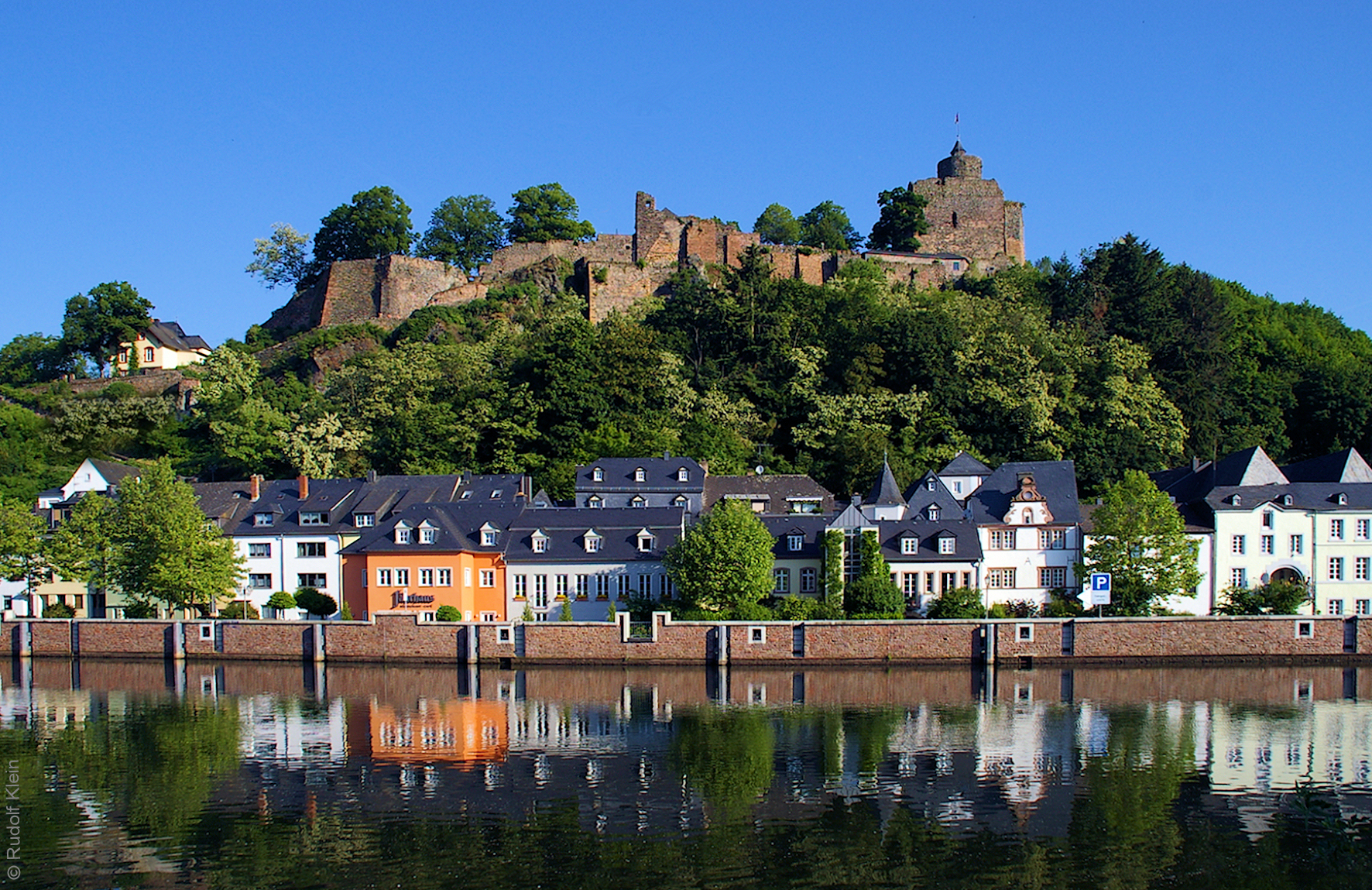
ザールブルク城

ザールブルク (独: Saarburg) はドイツ連邦共和国 ラインラント＝プファルツ州トリーア＝ザールブルク郡の市。ザールブルク連合自治体 (独: Verbandsgemeinde Saarburg) の行政庁所在地となっている。
ザール川とモーゼル川の合流地点から数km上流のザール川のほとりの丘陵地帯、トリーアの南西約8kmに位置する。
街の歴史は964年にアルデンヌ伯ジークフリートにより、今では廃墟と化した城の建設が始められたことから始まる。1291年に都市権を得る。
市には鐘の工場（独: Glockengießerei Mabilion）があり、1770年代まで操業していた。2003年にはドイツでただひとつ青銅の鐘を製造した。ザールブルクの周辺ではブドウのリースリング種の栽培が盛んである。

## 姉妹都市
- サールブール(Sarrebourg) （フランス）
- スラック＝シュル＝メール(Soulac-sur-Mer) （フランス）